# Новичкам везёт
Новичкам везет (англ. Beginner's Luck) — драматическая комедия 2001 года. Режиссеры Джеймс Каллис и Ник Коэном. В главных ролях Джули Дельпи, Стивен Беркофф, Кристофер Кейзнов, Фенелла Филдинг и Жан-Ив Бертулут.

## Сюжет
Главный герой Марк Фейнман (Джеймс Каллис) знает, что его ждет большой успех в шоу-бизнесе и это просто вопрос времени. Неожиданно он решает поставить пьесу Шекспира и совершить тур с ней по Европе. Марк ничего не боится, у него нет опыта и организационных навыков. Он собирает, вероятно, худший состав неудачников из когда-либо существовавших. Единственное, что объединяет театральную труппу Вагабэнд, — это то, что никто из них не играл ранее в театре. Их положение усугубляется стремительным взлетом их соперников: те очень успешны, поют и танцуют в своих спектаклях. Театральную труппу конкурентов возглавляет кумир главного героя, бывший ведущий утреннего шоу Эндрю Фонтейн (Кристофер Кейзнов). Приезд красивой и таинственной Ани понуждает труппу Вагабэнд устроить премьеру в лондонском стрип-клубе в городе Сохо. Премьерный показ организовывает Боб (Стивен Беркофф). После грандиозной и успешной премьеры в Лондоне молодые актеры переезжают в Эдинбург, а затем в Париж в поисках славы, богатства, сексуальных приключений и достойной еды. Однако во французской столице их дела идут все хуже и хуже, в результате чего они начинают попрошайничать, воровать, а затем попадают в тюрьму. Несчастные начинающие понимают пределы своих возможностей и, после долгих поисков, принимают единственно верное решение, доступное им.

## В ролях
- Джули Дельпи — Аня
- Стивен Беркофф — Боб
- Кристофер Кейзнов — Эндрю Фонтейн
- Фенелла Филдинг — тетя Эмили
- Жан-Ив Бертулут — Яваад
- Джеймс Каллис — Марк
- Том Редхилл — Джейсон Керитос
- Розанна Лоу — Хетти Бертон
- Мэтт Риппи — Ричард